# Virginia Slims of Detroit 1975
Virginia Slims of Detroit 1975  — жіночий тенісний турнір, що проходив на закритих кортах з килимовим покриттям Cobo Hall & Arena в Детройті (США) в рамках Світової чемпіонської серії Вірджинії Слімс 1975. Турнір відбувся вчетверте і тривав з 18 до 22 лютого 1975 року. Перша сіяна Івонн Гулагонг здобула титул в одиночному розряді й отримала за це 15 тис. доларів США.

## Фінальна частина

### Одиночний розряд
Івонн Гулагонг —  Маргарет Корт 6–3, 3–6, 6–3
- Для Гулагонг це був 2-й титул в одиночному розряді за рік і 60-й — за кар'єру.

### Парний розряд
Леслі Гант /  Мартіна Навратілова —  Франсуаза Дюрр /  Бетті Стов 2–6, 7–5, 6–2

## Розподіл призових грошей
| Дисципліна       | П       | F      | 3-тє   | 4-те   | ЧФ     | 1/8    | 1/16 |
| Одиночний розряд | $15,000 | $8,000 | $4,600 | $3,800 | $2,100 | $1,100 | $550 |